# Zuid-Afrikaanse parlementsverkiezingen 1924
De Zuid-Afrikaanse parlementsverkiezingen van 1924 vonden op 19 juni 1924 plaats en werden gewonnen door de Nasionale Party (NP) van generaal James Barry Hertzog. De partij ging van 45 zetels (1921) naar 63, terwijl de regerende Suid-Afrikaanse Party (SAP) van generaal Jan Smuts een flink verlies leed. De SAP verloor 26 zetels ten opzichte van 1921 en kwam op 53 zetels in de nieuwe Volksraad. Andere winnaar was de voornamelijk door Engelstalige arbeiders gesteunde Labour Party van kolonel Frederic Creswell die haar winst zag verdubbelen in vergelijking met de vorige parlementsverkiezingen. De NP en de Labour Party waren de verkiezingen ingegaan als verkiezingsalliantie (kartel).
De reden dat de Nasionale Party en de Labour Party de verkiezingen hadden gewonnen hing nauw samen met de hardhandige onderdrukking door het leger van de stakingen in de industrie in 1922. De arme blanke bevolking van Zuid-Afrika keerde zich hierna tegen de heersende regering-Smuts en stemde bij de verkiezingen massaal op de oppositiepartijen.
De verkiezingsoverwinning van Nasionale Party leidde tot de vorming van het kabinet-Hertzog-Creswel (30 juni 1924). Premier Hertzog bleef tot 1939 aan de macht en voerde enkele wetten door die de vrijheden van de zwarte bevolkingen, alsook die van de Kleurlingen ernstig inperkte. Hertzog's beleid was echter ook gericht op een onafhankelijke koers van de Unie van Zuid-Afrika ten opzichte van het Verenigd Koninkrijk.

## Uitslag
| Partij                | %     | zetels |
| --------------------- | ----- | ------ |
| Nasionale Party       | 35,3% | 63     |
| Suid-Afrikaanse Party | 47,0% | 53     |
| Labour Party          | 14,3% | 18     |
| Onafhankelijken       | 3,4%  | 1      |
| Totaal                | 100%  | 135    |

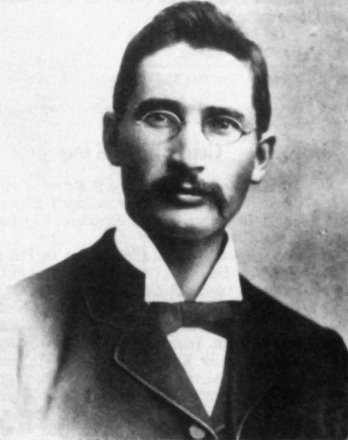
James Barry Hertzog
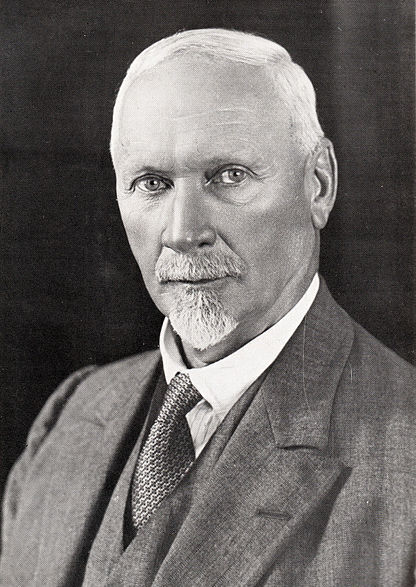
Jan Smuts
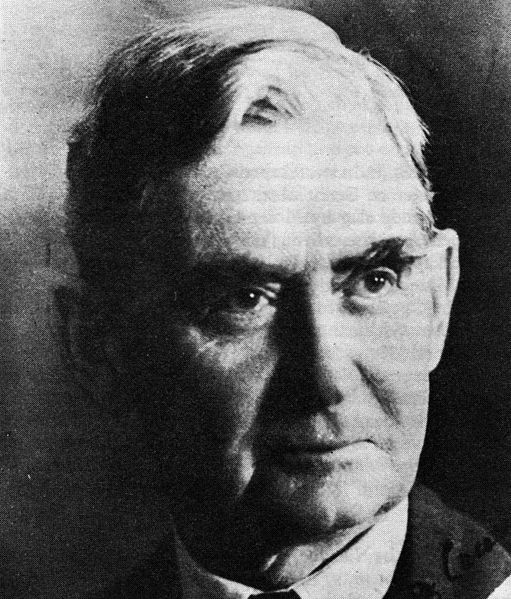
Frederic Creswell

## Verwijzing
1. ↑  De zwarte arbeiders werden natuurlijk ook getroffen door de onderdrukking van de stakingen, maar bezaten geen kiesrecht

Parlementsverkiezingen: 1910 · 1915 · 1920 · 1921 · 1924 · 1929 · 1933 · 1938 · 1943 · 1948 · 1953 · 1958 · 1961 · 1966 · 1970 · 1974 · 1977 · 1981 · 1984 · 1987 · 1989 · 1994 · 1999 · 2004 · 2009 · 2014 · 2019 · 2024

Referenda: 1960 · 1983 · 1992